# HarvEast Holding
Harveast Holding — українська компанія, яка керує сільськогосподарськими активами в Київській, Житомирській та Донецькій областях. Земельний банк — 132 тис. га.

## Основні напрямки діяльності
- рослинництво (вирощування пшениці, соняшнику, бобових, кукурудзи);
- молочне тваринництво;
- насінництво (вирощування та доопрацювання насіння).[1]

Керуюча компанія агрохолдингу була заснована 10 березня 2011 року на базі сільськогосподарських активів ПАТ ММК ім. Ілліча.
Акціонерами Harveast Holding є «SCM» (голова правління — Рінат Ахметов) та група «Смарт-Холдинг» (голова правління — Вадим Новинський).
Генеральний директор компанії — Дмитро Скорняков.
Кількість співробітників: 1800.
У 2017 році компанія створила новий структурний підрозділ "Харвіст Іррігейшн Сідс" у зв'язку з планами щодо розвитку системи зрошення.
Відповідно до розпорядження Антимонопольного комітету України, у 2018 році компанія придбала частку акцій ТОВ Агро-холдинг МС.
У 2021 році компанія оголосила про початок спільного із Маріупольською міською радою проєкту з використання міських стічних вод у зрошенні посівів сільгоспкультур.
У 2022 році після російського вторгнення агрохолдинг втратив 90 000 га у Донецькій області, 12 000 га у Київській області потребують обстеження й розмінування. Російські окупанти захопили значну частину техніки компанії, вкрали 200 тис. тонн урожаю .